# Middle European Volleyball Zonal Association
Middle European Volleyball Zonal Association (MEVZA) är en av sex zonorganisationer inom Confédération Européenne de Volleyball (volleybollförbundet för Europa). Den har sitt säte i Wien, Österrike. Organisationen grundades 19 september 2002 i Schwechat, Österrike. Ursprungligen var Kroatien, Slovakien, Slovenien, Schweiz, Tjeckien, Ungern och Österrike medlemmar. Schweiz valde att lämna 2004 för att få kortare resavstånd. Israel anslöt 2016 och Cypern 2018.
Organisationen fokuserar främst på ungdomsturneringar, men organiserar även klubbturneringen Middle European League, både för damer och för herrar.

## Medlemmar[2]
- Cypern (dam, herr)
- Israel (dam, herr)
- Kroatien (dam, herr)
- Slovakien (dam, herr)
- Slovenien (dam, herr)
- Tjeckien (dam, herr)
- Ungern (dam, herr)
- Österrike (dam, herr)